# 卡林西亞-施蒂里亞阿爾卑斯山脈

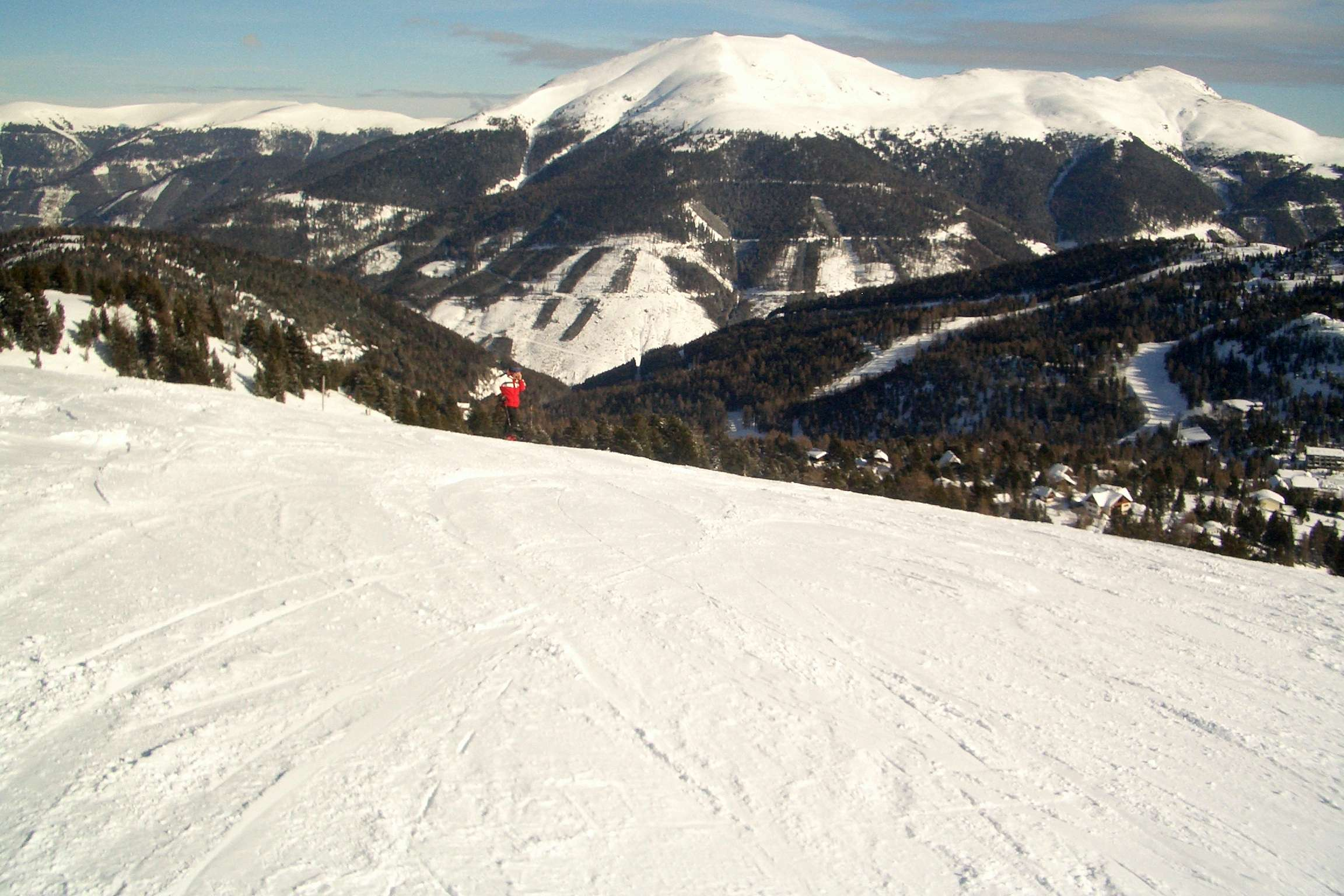

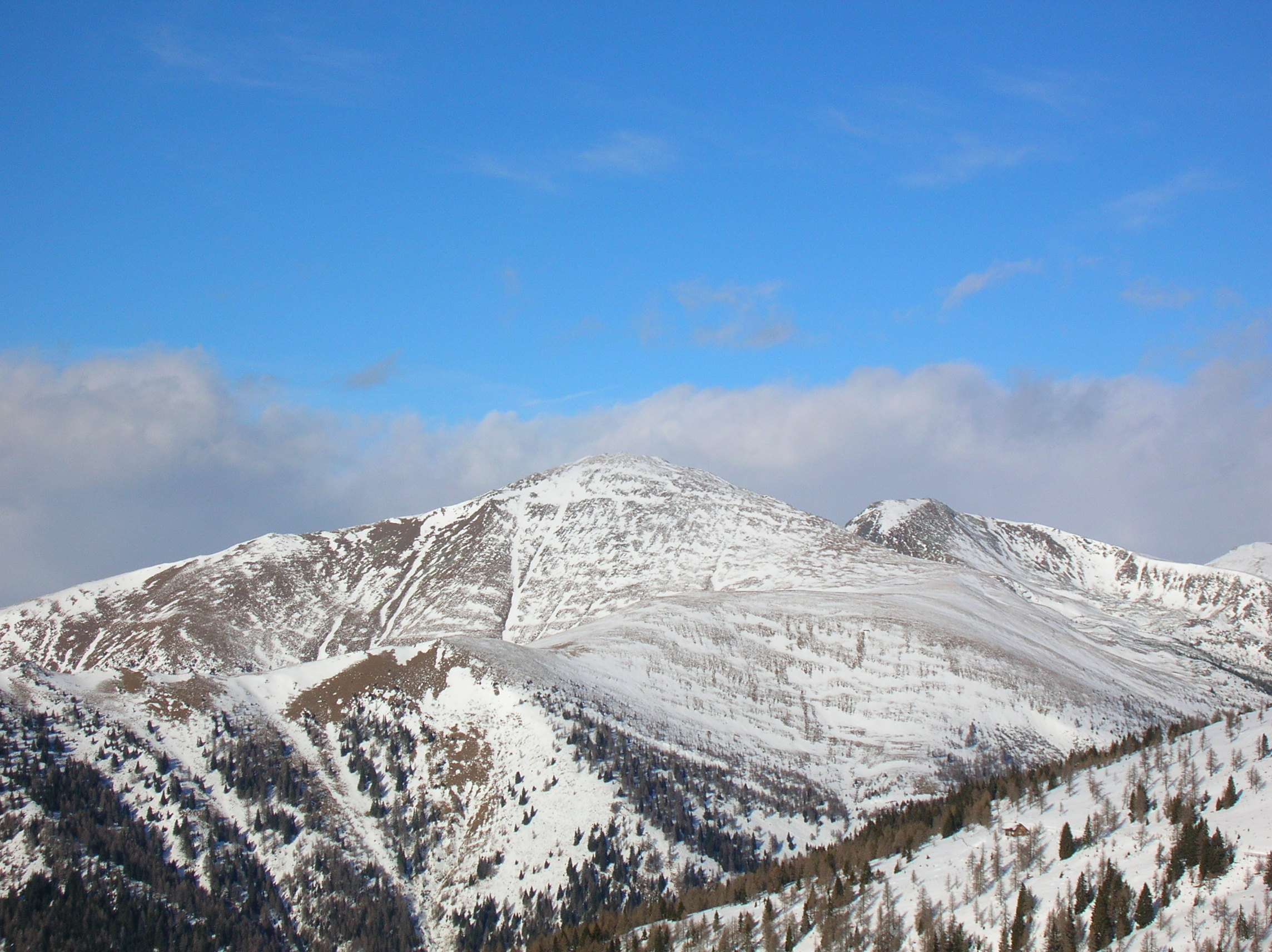

卡林西亞-施蒂里亞阿爾卑斯山脈是奧地利的山脈，是東阿爾卑斯山脈的一部分，橫跨施蒂利亞州、克恩頓州和薩爾茨堡州，最高點海拔高度2,441米。